# Noasaure
El noasaure (Noasaurus, "llangardaix del nord-oest argentí") és un gènere representat per una única espècie de dinosaure teròpode noasàurid, que va viure a la fi del període Cretaci, fa aproximadament 75 i 65 milions d'anys, entre el Campanià i el Maastrichtià, en allò que avui en dia és Sud-amèrica. El Noasaurus presentava unes dimensions relativament petites, amb una llargària d'aproximadament 3 metres i un pes estimat de 15 quilograms. L'espècie tipus, Noasaurus leali, va ser descrita el 1980. Els fòssils provenen de la formació El Lecho, a El Brete (província de Salta), al nord-est de l'Argentina.
Originalment es va creure que posseïa una arpa retràctil similar a la dels dromeosàurids però d'evolució independent. Aquesta asseveració es troba actualment en dubte. Més probablement, l'anomenada "arpa metatarsiana" estava situada a la mà. El descobriment a Madagascar del masiacasaure, un animal molt relacionat amb el noasaure, va proveir evidència en suport d'aquesta nova hipòtesi.